# Austurland

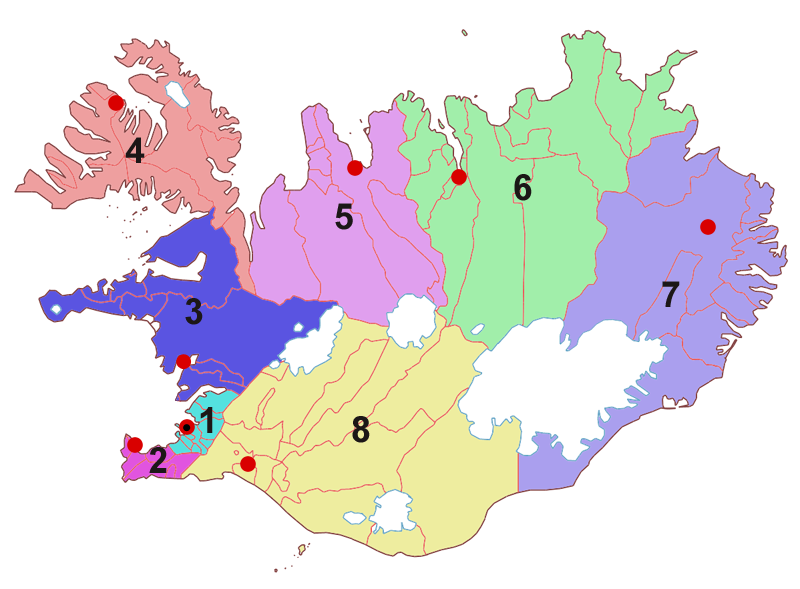
Översiktskarta, Austurland nr 7

Austurland (Östlandet, även Austfirðir, Östfjordarna) är en av Islands åtta landsvæði (Islands regioner).

## Geografi
Austurland ligger i landets östra del och har en area av cirka 22 721 km².
Befolkningen uppgår till cirka 14 000 invånare . Huvudorten och samtidigt största orten är Egilsstaðir.
Islands östligaste platser ligger i Austurland med Barðsneshorn ca 25 km nordöst om Eskifjörður och även landets högsta punkt Hvannadalshnjúkur med ca 2119 m ö.h. ligger inom regionen.

## Indelning
Regionen är indelad i 8 kommuner
- Borgarfjarðarhreppur
- Breiðdalshreppur
- Djúpavogshreppur
- Fljótsdalshérað
- Fljótsdalshreppur
- Fjarðabyggð
- Seyðisfjörður
- Vopnafjarðarhreppur

## Historia
År 1900 var Island under Danmarks styre indelat i tre amt: Norð (Nord), Vest (Väst) och Suð (Syd). Därefter indelades landet i fyra fjärdingar: Vestfirðingafjórðungur (Västfjordfjärdingen), Norðlendingafjórðungur (Norra fjärdingen), Austfirðingafjórðungur (Östfjordfjärdingen) och Sunnlendingafjórðungur (Södra fjärdingen).
Därefter ändrades indelningen till regioner. År 1937 ökades antalet regioner till fem, 1945 till sju och 1960 till åtta regioner.
Före 2003 utgjorde regionerna även landets valkretsar.
Idag används regionerna främst av statistiska skäl. Även landets postnummer följer regionerna med ett fåtal undantag.

## Bildgalleri

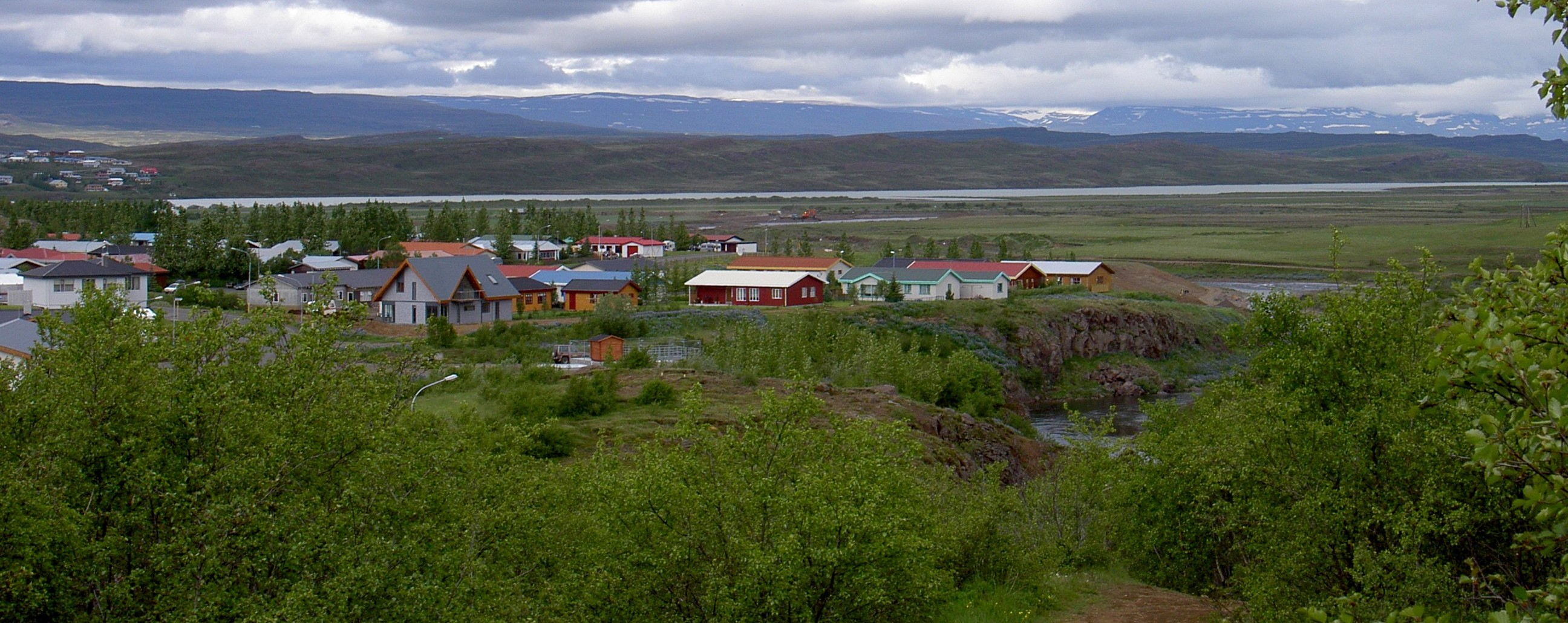
Egilsstaðir
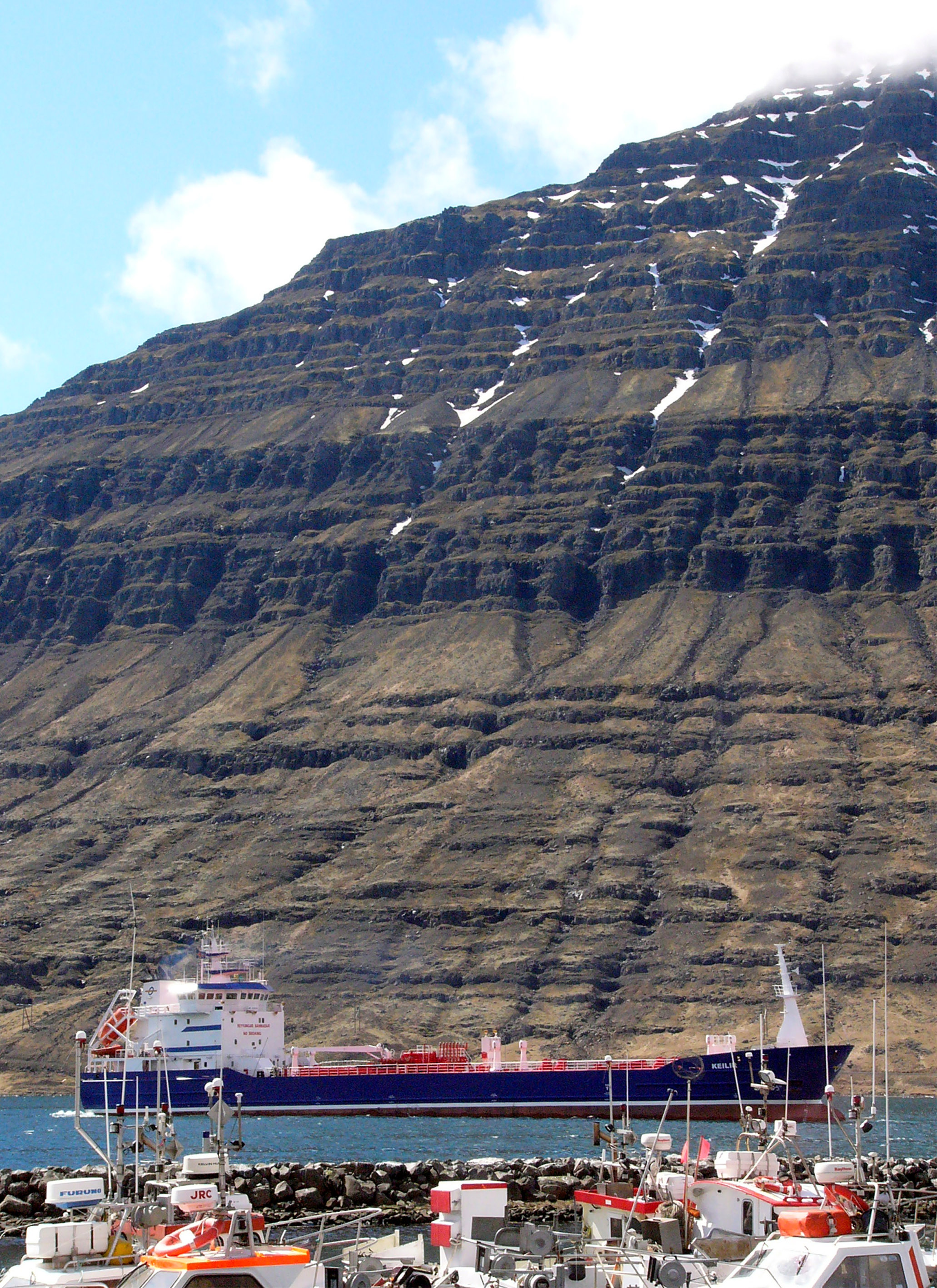
Reyðarfjörður
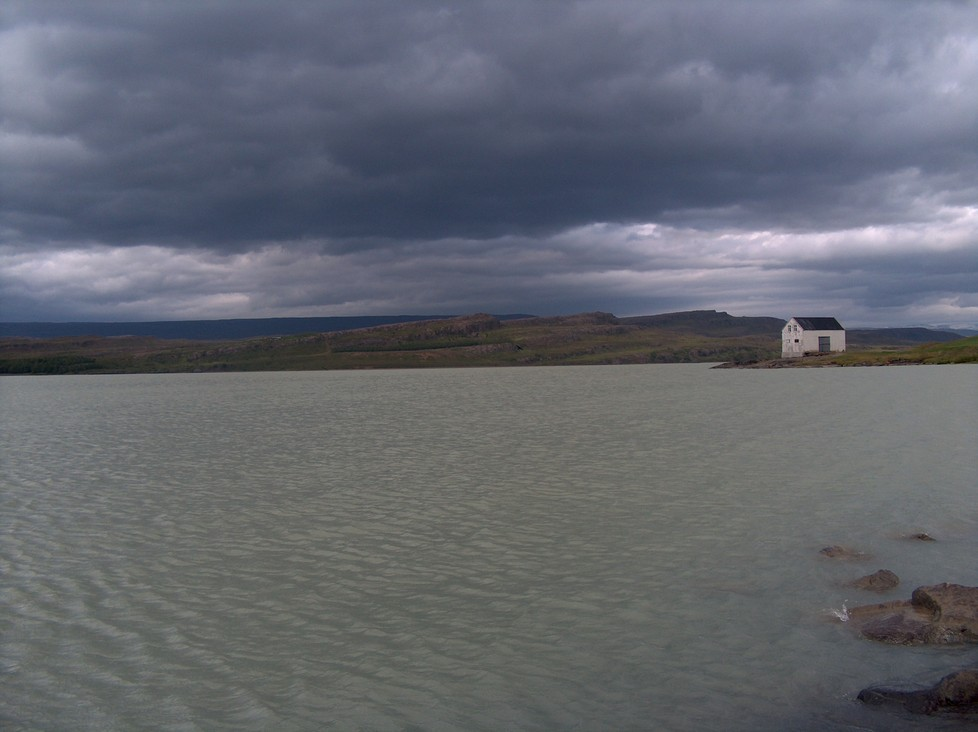
Lagarfljót
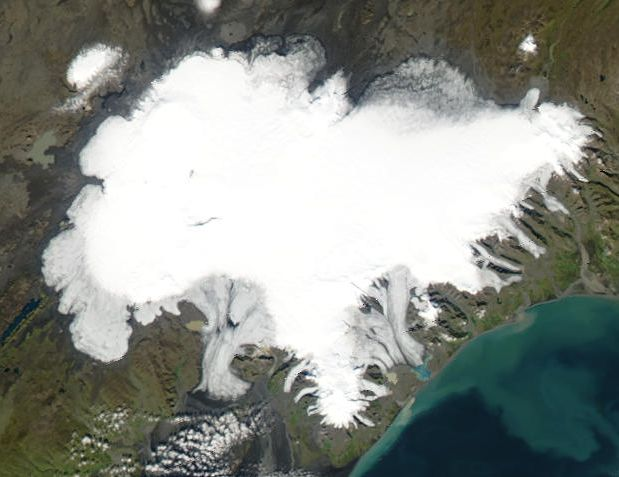
Vatnajökull